# Bitva u Deviny
K bitvě u Deviny došlo 17. července roku 1279 u malé pevnosti Devina. Bulharský samozvaný car Ivajlo zde napadl byzantskou armádu, která přišla, aby pomohla caru Ivanu III. Asenovi, kterého Byzanc podporovala.

## Původ konfliktu
V roce 1277 vypuklo v severovýchodním Bulharsku lidové povstání vedené Ivajlem, proti caru Konstantinovi Asenovi, který byl neschopný obnovit zemi po mongolských nájezdech. Byzantský císař Michael VIII. Palailogos chtěl využít nestability Bulharska a prosadit na trůn svého spojence Ivana III. Asena a tak začlenit Bulharsko opět do sféry byzantského vlivu. Ivan III. byl přijat za cara v Tarnovu, zatímco Ivajlo byl v Silistriu obléhán Mongoly.

## Bitva
Nakonec se však podařilo Ivajlovi prorazit mongolským obležením a zamířil s armádou k hlavnímu městu Tarnovu. Ve snaze pomoci svému spojenci poslal císař Michael do Bulharska armádu pod vedením jakéhosi Murína. Ivajlo, který se o tom dozvěděl opustil svůj původní cíl tažení proti Tarnovu a obrátil se proti Byzanci. Oba státy se střetly v bitvě Kotelském průsmyku a i přes byzantskou přesilu Ivajlo drtivě zvítězil, většina byzantské armády byla zničena a zbytek byl zajat.

## Důsledky
Císař po této porážce učinil ještě jeden pokus, poslal 5 000 mužů pod vedením Aprima, avšak tato armáda byla poražena před dosažením Balkánského pohoří Ivajlem. Bez podporu Byzance byl Ivan III. vyhnán do Konstantinopole. Občanská válka v Bulharku pokračovala až do roku 1280, kdy se zde prosadil Jiří I. Terter.